# Antonín Frič
Antonín Frič (även känd som Anton Fritsch), född 30 juli 1832 i Prag, död där 15 november 1913, var en tjeckisk zoolog och paleontolog; bror till Josef Václav Frič.
Frič var professor i zoologi vid det tjeckiska universitetet i Prag. Han gjorde sig främst känd för sina undersökningar rörande ryggradsdjuren ur Böhmens permformation: Fauna der Gaskohle und der Kalksteine der Permformation (fyra delar, 1879-1901). Bland hans övriga arbeten kan nämnas Naturgeschichte der Vögel Europas (1853-72) och Reptilien und Fische der böhmischen Kreideformation (1878). Han var även verksam på det praktiska fiskeriområdet. Han tilldelades Lyellmedaljen 1902.